# Michaelskapelle (Weyher)
Die Michaelskapelle ist eine römisch-katholische Kapelle in der südlichen Haardt, dem Mittelgebirgszug am Ostrand des Pfälzerwaldes. Sie steht bei Weyher im rheinland-pfälzischen Landkreis Südliche Weinstraße. Die Kapelle ist dem Erzengel Michael gewidmet, der im Christentum als Beschützer und Helfer in Not und Gefahr sowie als Schutzpatron der Ritter und Soldaten gesehen wird. Sie gilt als lokales Mahnmal wider das Vergessen angesichts der Opfer der Weltkriege.

## Geografische Lage
Die Kapelle liegt etwa 500 Meter südlich von der Bebauungsgrenze von Weyher inmitten der Weinlage Weyherer Michelsberg. Sie steht auf der kleinen Anhöhe Rötzberg (284 m) am Übergang des Haardtgebirges zur Rheinebene. Die Anhöhe wird seit dem Bestehen der Kapelle auch Michelsberg genannt. Mit der Flurbereinigung im Jahr 1972 wurde das Gelände um die Kapelle abgetragen, so dass sie nun deutlich erhöhter wahrnehmbar ist. Nur 300 Meter nordwestlich beginnt der Anstieg zum Blättersberg (613,2 m). Etwa 400 Meter südlich fließt der Modenbach aus dem Pfälzerwald in die Rheinebene.

## Geschichte
Die Michaelskapelle wurde 1951 gebaut und am 30. September 1951 durch den damaligen Bischof von Speyer Joseph Wendel eingeweiht. Ihr Bau resultiert aus dem Versprechen des damaligen Dorfpfarrers Martin Wothe (1875–1969) vom 16. März 1945. An diesem Tag, „Schwarzer Freitag“ genannt, wurde die nahegelegene Stadt Landau von einem schweren Bombenangriff getroffen. Wenn das Dorf Weyher von Zerstörungen bewahrt bliebe, sollte eine Kapelle gebaut werden. Eine Inschrift „ex voto“ (zum Gelöbnis) in der Kapelle erinnert daran. Der Bau wurde mit Spenden und durch Eigenleistungen der Weyherer Bürger realisiert. Die Gemeinde lieferte unentgeltlich das Bauholz aus dem Wald. In jedem Jahr findet an einem Sonntag um den 29. September, dem Gedenktag des heiligen Michael, eine Prozession zur und ein Gottesdienst an der Kapelle zum Gedenken an die Opfer von Kriegen und Gewaltherrschaft statt.

## Beschreibung
Es handelt sich um einen nach vorn offenen Sandsteinbau. Das Baumaterial stammt aus den Steinbrüchen von Weyher. Vorn befindet sich ein schmiedeeisernes Gitter, das von einem lokalen Handwerker gefertigt wurde. Im Inneren schmückt ein überlebensgroßes Mosaik des heiligen Michael im Kampf mit dem Drachen den Altarbereich. An der rechten und linken Wandseite sind Tafeln mit den Namen der Gefallenen und Vermissten der beiden Weltkriege aus Weyher angebracht. Das sind 28 junge Männer im Ersten Weltkrieg und 56 im Zweiten. Zudem gilt die lateinische Inschrift Lux perpetua luceat eis (Das ewige Licht leuchte ihnen) diesen Opfern der Weltkriege.

## Zugang
Die Kapelle liegt nahe der Landesstraße L506 zwischen Weyher und dem Modenbachtal, von der ein etwa 200 Meter langer Fahrweg abzweigt. Am Ortsausgang von Weyher befindet sich ein kleiner Wanderparkplatz, von dem die Kapelle in zehn Minuten zu Fuß erreicht werden kann.